# Garango
Garango – miasto w Burkinie Faso, w prowincji Boulgou. Według danych szacunkowych na rok 2007 liczy około 65 tys. mieszkańców.